# Řád svatých Mořice a Lazara
Řád svatých Mořice a Lazara (italsky: Ordine dei Santi Maurizio e Lazzaro) je italským rytířským řádem, udělovaným hlavou savojské dynastie. Řád vznikl roku 1572 spojením řádu svatého Mořice a řádu svatého Lazara.
Řád sv. Lazara vznikl roku 1090 v Jeruzalémě a pečoval o malomocné rytíře. Po pádu Akry roku 1291 rytíři odešli do Evropy, zejména do Francie a Itálie, kde se nadále věnovali péči o nemocné leprou. Roku 1517 se od hlavní linie řádu odštěpilo převorství v italské Capui.

Znak řádu

Řád sv. Mořice byl založen roku 1434 savojským vévodou Amadeem VIII., který byl zároveň vzdoropapežem jako Felix V. Tento řád byl roku 1572 znovu založen papežem Piem V.
Již roku 1572 papež Řehoř XIII. spojil řád sv. Mauricia a italskou větev řádu sv. Lazara s úkolem podporovat Svatý stolec a pomáhat malomocným. Řádové galéry bojovaly proti Turkům a pirátům, a zároveň řádoví bratři pečovali o nemocné ve špitále v Aostě.
V 19. století, po sjednocení Itálie, se řád stal de facto záslužným řádem Italského království, a po pádu monarchie roku 1946 byl nahrazen Záslužným řádem Italské republiky, přičemž hlava savojské dynastie jej stále uděluje v exilu.

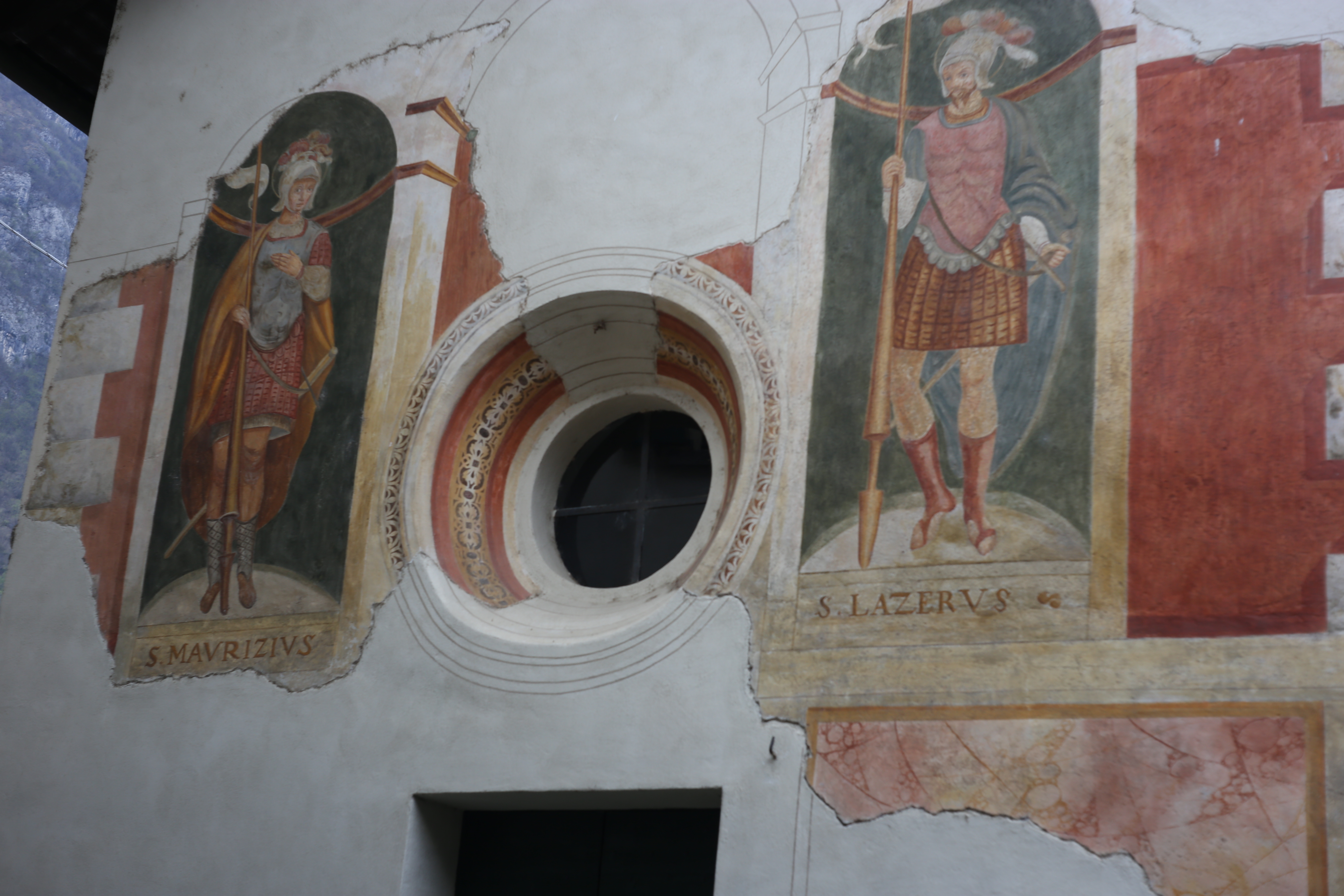
Fresky svatých Mořice a Lazara na hradě Lierna

Řád má pět tříd pro muže:
- rytíř s velkokřížem
- velkodůstojník
- komandér
- důstojník
- rytíř

Pro ženy má řád tři třídy:
- dáma s velkokřížem
- dáma komandérka
- dáma

## Nositelé (mimo jiné)
- Emanuel Filibert Savojský, kníže benátský, rytíř velkokříže
- Clotilde Courau, kněžna benátská
- Princezna Vittoria Savojská, kněžna z Carignana markýza z Ivrey
- Princezna Luisa Savojská
- Marina Doriová, kněžna neapolská a vévodkyně savojská
- Princezna Maria Pia Bourbonsko-Parmská
- Princezna Maria Gabriella Savojská
- Princezna Maria Beatrice Savojská
- Princ Dimitrij Jugoslávský
- Princ Michael Jugoslávský
- Princ Sergius Jugoslávský
- Princezna Helen Jugoslávská
- Princezna Diana Elizabeth D'Hauteville
- Nikola, korunní princ černohorský
- Princ Carlo, vévoda z Castra
- J.J. Mariano Hugo, kníže z Windisch-Graetz, rytíř velkokříže
- J.J. don Alessandro Jacopo Boncompagni Ludovisi Altemps, rytíř velkokříže
- Don Paolo Thaon di Revel Vandini, rytíř velkokříže
- Don Enrico Sanjust dei Baroni di Teulada, rytíř velkokříže
- Prof. Alberto Bochicchio, rytíř velkokříže
- Don Carlo Buffa dei Conti di Perrero, rytíř velkokříže
- Don Giuseppe dei Conti Rizzani, rytíř velkokříže
- Rudy Giuliani, rytíř velkokříže
- Giovanni Cheli, rytíř velkokříže
- Don Giancarlo dei Duchi Melzi d'Eril, rytíř velkokříže
- Don Andrea dei Conti Boezio Bertinotti Alliata
- Andrea Rivoira, velkokříž
- Antonio d’Amelio, velkokříž
- Franca Sciaraffia, velkokříž
- Nicolas Gagnebin, velkokříž
- Theo Niederhauser, velkokříž
- Monsignor Paolo de Nicolò, velkokříž
- Alberto Di Maria, rytíř velkodůstojník
- Luigi Acquaviva, velkodůstojník
- Dáma Zina Losapiová
- Alessandro Santini
- Alberico Guerzoni